# Mazda Premacy
Mazda Premacy je minivan japonské automobilky Mazda vyráběný v letech 1999–2005.
V roce 2002 prošel model faceliftem a po dalších dvou letech výroby byl představen nástupce Mazda 5.
Ve statistice německého autoklubu ADAC byla Mazda Premacy hodnocena jako nejspolehlivější vůz mezi minivany. V letech 2007–2011 byl vůz vyráběn na Taiwanu rebrandovaný jako Ford i-Max.